# Малиши
Малиши (хрв. Mališi) су насељено место у општини Вишњан, Истарска жупанија, Хрватска.

## Историја
До територијалне реорганизације у Хрватској били су у саставу старе општине Пореч. Као самостално насеље Малиши постоје од пописа 2011. године. Настала је издвајањем дела насеља.

## Становништво
У попису становништва из 2011. године, Малиши су имали 11 становника.